# Ґопала I
Ґопала I (*গোপাল, д/н —770) — давньоіндійський політичний та військовий діяч, засновник династії Пала, махараджа Маґадги у 750–770 роках.

## Життєпис
Про молоді роки мало відомо. Походив зі впливової родини, яка мешкала на території сучасної Бенгалії. Ймовірно, за свої здібності Ґопала у 750 році обирають правителем держави Ґаура. Спочатку він навів лад всередині держави. Згодом здійснив походи на землі сусідніх царств (територія сучасних індійських штатів Бенглаія і Біхар).
У внутрішній політиці виявляв віротерпимість. Водночас був прихильником буддизму. За його часыв почали споруджуватися нові храми, які зазнали занепаду за махараджи Шашанки. Найбільш значущим є буддистський монастир в Одантапурі. Після його смерті у 770 році йому спадкував син Дгармапала.